# Chinesisch-japanische Beziehungen

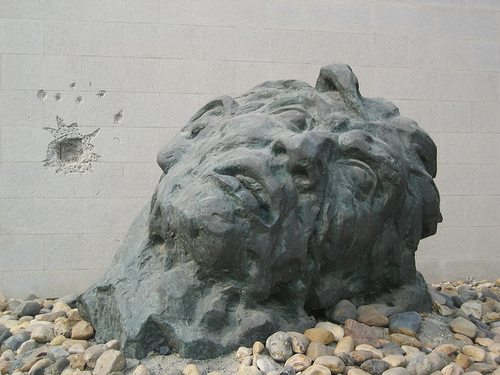
Geschichtliche Hypotheken überschatten bis heute das japanisch-chinesische Verhältnis: Bronze im Nanjing Massacre Museum

Die chinesisch-japanischen Beziehungen sind für Japan und die Volksrepublik China äußerst wichtig und aufgrund der Vergangenheit stark belastet. Sie sind die beiden regionalen Großmächte in Ostasien, die seit langer Zeit in einem Kulturaustausch über das Brückenland Korea, Buddhismus, Konfuzianismus und die chinesische Schriftkultur miteinander verbunden sind. In den letzten Jahren bildeten sich (wieder) enge Wirtschaftsbeziehungen zwischen beiden Ländern.

## Lange Geschichte von Konflikten
Im Ersten und Zweiten Chinesisch-Japanischen Krieg wurde China eine noch heute empfundene Demütigung erteilt. Das Massaker von Nanking und andere japanische Kriegsverbrechen sind eine schwere Hypothek, bei denen von chinesischer Seite regelmäßig kritisiert wird, dass sich Japan dafür nicht angemessen entschuldigt hat.
Auch heute sind beide Länder ernste Konkurrenten auf vielen Feldern. Obwohl Japan nach der Kapitulation 1945 dem Militarismus abgeschworen hat, wird Japan noch heute in China als militärische Bedrohung empfunden. Vor allem die enge Beziehung Japans zu den USA und die inoffizielle, seit 2005 auch offizielle Unterstützung der ehemaligen japanischen Kolonie Taiwan als Schutzmacht werden sehr kritisch gesehen. Der ständige Sitz im UNO-Sicherheitsrat, den Japan anstrebt, wird von China kategorisch abgelehnt. Die Volksrepublik China ist dort seit 1971 ständig vertreten. Auch auf den Feldern, die nicht direkt politisch sind, stehen Japan und China in großem Wettbewerb. So ist es für den chinesischen Nationalstolz schwer erträglich, dass es erst einen chinesischen Träger des Literaturnobelpreises gibt (Gao Xingjian, 2000), aber bereits zwei japanische (Kawabata Yasunari 1968 und Ōe Kenzaburō 1994).
Japan hat nach dem Zweiten Weltkrieg einen rasanten Wirtschaftsaufschwung erlebt, den China, auch mit japanischen Investitionen, seit den achtziger Jahren nachgeholt hat. Heute konkurrieren die Unternehmen beider Länder auf dem Weltmarkt. Einerseits profitieren japanische Unternehmen davon, denn sie liefern Maschinen für die Industrie und nutzen selbst den Pool an billigen Arbeitskräften. Auf der anderen Seite müssen sie sehr stark darauf achten, dass ihnen aus dem Know-how, das sie in die Joint-Ventures mit chinesischen Unternehmen einbringen, keine unabhängige Konkurrenz erwächst.

## Basisdaten Japan – VR China
Daten des japanischen Außenministeriums:
- Diplomatische Beziehungen: seit dem 29. September 1972
- Anzahl der in Japan lebenden chinesischen Staatsbürger: 462.396 (Dez. 2003; Statistik des japanischen Justizministeriums)
- In der VR China langfristig wohnhafte japanische Staatsbürger: 99.179 (Okt. 2004; mit Hongkong und Macau)
- Handelsvolumen (2011): 349 Mrd. USD.[3] Dies bedeutet eine Verdopplung seit 2004; damals waren die Hauptposten Exporte von 94,2 Mrd. USD (Textilprodukte, Nahrungsmittel, Maschinen) und die Importe 73,8 Mrd. USD (Textilprodukte, Maschinen, Metallerzeugnisse).
- Japanische Direktinvestitionen: 66,6 Mrd. USD (Gesamtsumme bis 2004)
- Überblick über Japans Wirtschaftliche Zusammenarbeit: (Juni 2005)
  - Kredite: 3.133,1 Mrd. Yen (Gesamtsumme bis FJ 2004)
  - Beihilfen: 145,7 Mrd. Yen (Gesamtsumme bis FJ 2004)
  - Technische Zusammenarbeit: 144,6 Mrd. Yen (Gesamtsumme bis FJ 2003)

### Wichtige Ereignisse der Japanisch-Chinesischen Beziehungen
- 1871: Chinesisch-Japanischer Freundschafts- und Handelsvertrag
- 1885: Vertrag von Tientsin (Regelung der Einflusszonen)
- 1894–1895: Erster Japanisch-Chinesischer Krieg
- 1895: Vertrag von Shimonoseki, u. a. Abtretung Taiwans
- 1901: Boxerprotokoll
- 1915: Einundzwanzig Forderungen
- 1919: Vertrag von Versailles, Japan erhält die deutsche Kolonie Qingdao; chin. Proteste
- 1922: Japan muss Qingdao nach chin. Protesten und internationalem Druck zurückgeben
- 1931: Mandschurei-Krise
- 1933: Waffenstillstand, chin. Anerkennung von Mandschukuo
- 1936: Zwischenfall von Xi’an
- 1937: Zweiter Japanisch-Chinesischer Krieg
- 1945: 9. September Kapitulation der japanischen Streitkräfte in China gegenüber den Truppen der Guomindang
- 1952: Friedensvertrag mit der Republik China auf Taiwan
- 1954: Vertrag über die Repatriierung japanischer Kriegsgefangener mit Hilfe des Japanischen Roten Kreuz
- 1955: Fischereiabkommen mit der Japan-China Fishery Association
- 1958: Flaggenvorfall von Nagasaki
- 1962: Liao-Takasaki-Memorandum
- 1972: Gemeinsame Erklärung der Regierung Japans und der Regierung der Volksrepublik China
- 29. Dezember 1972: Aufnahme offizieller diplomatischer Beziehungen zwischen VR und Japan
- 12. August 1978: Friedensvertrag zwischen Japan und der Volksrepublik China
- 1979: Japanisch-Chinesisches Kulturaustausch-Abkommen
- 1983: Staatsbesuch von Hu Yaobang in Tokyo
- 1984: Gegenbesuch von Nakasone Yasuhiro in Peking

### Überblick
Seit der Gründung der Volksrepublik China haben sich die japanisch-chinesischen Beziehungen mehrfach gewandelt, von Feindseligkeiten über Funkstille bis hin zu sehr enger Kooperation in vielen Feldern. Relativierend muss allerdings eingeräumt werden, dass das für viele Außenbeziehungen Chinas gilt.
Auch die Prioritäten Japans im Verhältnis mit China haben sich im Laufe der Zeit gewandelt. Nach dem Zweiten Weltkrieg war die japanische Politik in das Bündnissystem der USA eingebunden und trug deren Eindämmungspolitik gegenüber dem kommunistischen China mit. Die Regierung in Peking wurde nicht anerkannt, stattdessen wurden diplomatische Beziehungen zur Republik China auf Taiwan unterhalten. Diese Politik stand jedoch im Kontrast zur öffentlichen Meinung in Japan, die sich diplomatische Beziehungen und Handel auch mit dem Festland wünschte. An die Spitze dieser Bewegung setzten sich die Kommunistische Partei Japans und die Sozialistische Partei Japans, die bessere Beziehungen zu Peking in ihre Propaganda-Bemühungen einschlossen. Neben dem Gefühl der kulturellen Verbundenheit gab es auch handfeste Wirtschaftsinteressen an den chinesischen Rohstoffen und dem chinesischen Markt. Die japanische Regierung war gezwungen, zwischen Bündnistreue und den eigenen Interessen abzuwägen. Nachdem die Volksrepublik durch die Aufnahme in die UNO 1971 und die Ping-Pong-Diplomatie Richard Nixons 1972 einen ersten Schritt der Öffnung wagte und dann unter Zhou Enlai 1976 mit den Vier Modernisierungen eine Wende in der Wirtschaftspolitik nahm, wurden auch die Chinesisch-Japanischen Beziehungen besser.
Japan war seitdem nicht nur der großzügigste Geber von Entwicklungshilfe und Krediten, Maßnahmen, die mittlerweile zurückgefahren werden und zu den Olympischen Sommerspielen 2008 in Peking auslaufen sollen. Seitdem sind auch die wirtschaftlichen Beziehungen beider Länder sehr eng geworden und bilden den Grundpfeiler der Beziehungen.

## Chronologie

### Vor dem 20. Jahrhundert
Traditionell sah sich das Chinesische Kaiserreich als Hegemon über die bekannte Welt. Ausländische Gesandtschaften hatten Tribut-Gesandtschaften der Völker in der Peripherie zu sein. Noch im 19. Jh. schickten die Qing-Kaiser einen englischen Gesandten mit den Worten nach Hause, dass die Engländer nichts von Interesse besitzen würden, dass man aber gerne bereit sei, gegen einen Tribut die Legitimität der britischen Krone anzuerkennen.
Zu Zeiten der Han oder Song-Kaiser mag dieser Anspruch gerechtfertigt gewesen sein, in der zweiten Hälfte des 19. Jh. hatte China sich aber zu lange von der Welt abgekapselt, litt unter einer korrupten Mandschu-Verwaltung und war von Hungersnöten, Überschwemmungen und Bürgerkriegen, insbesondere dem Taiping-Aufstand (1851–1864) geplagt. Es fehlte an allem, aber vor allem an Investitionskapital, gebildeten Fachkräfte und politischer Stabilität. China besaß keine starke Zentralgewalt mehr, die regionalen Gouverneure hatten seit dem Taiping-Aufstand eigene Steuereinnahmen und eigene Truppen. Modernisierungsversuche gab es auch in China, sie reichten jedoch nicht weit genug und scheiterten letztendlich nicht nur am wachsenden Druck der neuen Kolonialmächte aus dem Westen, sondern auch an der Kaiserinwitwe Cixi, die Reformer aus dem Süden und Traditionalisten aus dem Norden gegeneinander ausspielte. Ihre eigene Macht war gesichert, doch die entscheidenden Probleme dieser schweren Jahrzehnte blieben unerledigt.
Die Industrialisierung und die Ausbreitung der europäischen Kolonialreiche hatten das Machtgleichgewicht entschieden in Richtung Europa gekippt. Die schwach gewordene Qing-Dynastie war militärisch und wirtschaftlich hoffnungslos unterlegen und musste Schritt für Schritt ihre imperialen Einflussgebiete abgeben, Häfen öffnen und Konzessionen verteilen. Hongkong fiel an die Briten (1842), Macau an Portugal, Vietnam fiel an Frankreich (1885), Teile der Mandschurei und die Kontrolle über die äußere Mongolei an Russland. Und dann erwuchs China auch noch ein asiatischer Konkurrent.
Japan hatte die letzten Jahrhunderte ebenfalls in Isolation verbracht, erlebte dabei aber eine Periode der Stabilität und einen Wirtschaftsaufschwung. Die erzwungene Öffnung ab 1853 nahm Japan als Signal zum Aufbruch. Unblutig ging das nicht vonstatten, aber die nach westlichen Methoden neu aufgebaute Rekruten-Armee konnte die Aufstände traditionsgerichteter Samurai niederschlagen (s. Boshin-Krieg). Die Reformer setzten sich durch, und infolge der Meiji-Restauration erlebte Japan eine schnelle Industrialisierung und Militarisierung.
Wie weit Japan dem ehemaligen „Großen Bruder“ China nun voraus war, sollte sich im Ersten Japanisch-Chinesischen Krieg zeigen.

### Zwei Kriege
Ein innerkoreanischer Konflikt führt im Jahr 1894 zum Eingreifen der Schutzmacht China in Korea, was nach den Bedingungen des Vertrags von Tientsin Japan ebenfalls das Recht zum Einmarsch gab. Die Japaner putschen und setzen eine pro-japanische Regierung ein, es kommt zum Krieg. Die modernisierte japanische Armee vernichtet die chinesische Flotte und rückt auf dem Land in Richtung Mandschurei vor. China kapituliert und muss die Hegemonie Japans über Korea, Taiwan und die Pescadores-Inseln anerkennen.
Mit dem Sieg im Russisch-Japanischen Krieg 1905 wird die russisch besetzte Mandschurei formell an China zurückgegeben, Japan sicherte sich jedoch Liaoning und Port Arthur und Konzessionen zum Bau der Südmandschurischen Eisenbahn.
Japan verfügt nun über rohstoffreiche Kolonialgebiete, Korea (Reis), Taiwan (Zucker) und die Mandschurei (Kohle und Eisenerze). Die Infrastruktur, besonders Eisenbahn und Häfen werden ausgebaut, um die rasch wachsende japanische Industrie zu versorgen. Durch einen Kulturimperialismus wird versucht, diese Gebiete zu „japanisieren“, Shintō wird als Staatsreligion eingeführt und Japanisch als Lehrsprache in den Schulen.
Aus Protest gegen die Landnahme kommt es im Jahr 1908 in China zum Boykott japanischer Waren.
Der Zusammenbruch der Qing-Dynastie und der folgende Bürgerkrieg der Warlords machen die Geschäfte für Japan einfach, da die einzelnen lokalen Militärmachthaber ausländische Unterstützung brauchen, um ihre Kriege zu finanzieren. Auch ist von chinesischer Seite nichts mehr vorhanden, was sich dem weiteren Ausbreiten des japanischen Kolonialismus entgegenstellen kann. Die einzige Kraft, die nicht zu irgendeinem Zeitpunkt mit den Japanern kollaboriert hat, ist die 1921 gegründete Kommunistische Partei Chinas.
Im Vertrag von Versailles werden die ehemaligen deutschen Kolonien in China an Japan abgegeben, was zu den Studentenprotesten vom 4. Mai 1919 führt. 1931 provoziert die Kwantung-Armee den Mukden-Zwischenfall, und in der folgenden Mandschurei-Krise besetzt Japan die Mandschurei endgültig. Der Marionettenstaat Mandschukuo unter dem letzten chinesischen Kaiser Pu Yi wird gegründet, letztendlich handelt es sich um eine weitere japanische Kolonie. Die Japaner versuchen auch, die Mongolen gegen China zu unterstützen, und so ihren Einfluss weiter auszudehnen. Als Doktrin einer zunehmend offen expansionistischen Politik in China veröffentlichte 1934 das japanische Außenministerium die Amau-Erklärung, die die militärische Unterstützung anderer Großmächte für China als Einmischung missbilligte und eine japanische Vormachtstellung in China beanspruchte.
Gleichzeitig ist China durch den chinesischen Bürgerkrieg zwischen den Kommunisten unter Mao Zedong und Nationalisten (KMT) unter Chiang Kai-shek (Jiǎng Jièshí) geschwächt. Die Nationalisten hatten sich mit der japanischen Besetzung Nordchinas abgefunden und konzentrierten sich ganz auf den Kampf gegen die KP, doch die Kommunisten konnten sich durch den Langen Marsch im Jahr 1934/35 der Vernichtung entziehen. Durch die schweren Entbehrungen und die vielen Opfer wird der Lange Marsch zum eigentlichen Gründungsmythos der Kommunistischen Partei.
Im Dezember 1936 meutern die Truppen von Generalissimo Chiang Kai-shek im sogenannten Zwischenfall von Xi’an und nehmen ihn gefangen. Durch Festsetzung des Generals konnten beide Parteien verhandeln, und es wird ein Bündnis gegen die Japaner geschlossen. Vertreter der Kommunisten bei der KMT wird Zhou Enlai. Die chinesische Einheitsfront ist jedoch alles andere als stabil, und die USA, die nach 1941 an der gegenüberliegenden Front gegen Japan kämpfen, müssen Druck ausüben, damit die Nationalisten nicht gegen kommunistische Partisanen vorgehen.
Der Zwischenfall an der Marco-Polo-Brücke am 7. Juli 1937 löst den Zweiten Japanisch-Chinesischen Krieg aus. Bisweilen kann man in historischen Werken lesen, dass Japan diesen Krieg nicht gewollt hat. Die Regierung in Tokyo war zu diesem Zeitpunkt allerdings völlig vom Militär dominiert und die gesamte Wirtschaft auf Krieg und Expansion ausgelegt, dass solche Erklärungen sehr unglaubwürdig wirken. Die Armee der chinesischen Nationalisten war den einfallenden Japanern hoffnungslos unterlegen, und schon Ende 1937 musste sie alle Machtzentren an der Küste aufgeben und sich weit ins Inland zurückziehen. Nanking wird von den Truppen der Nationalisten im Stich gelassen und die japanische Armee richtet ein Massaker unter der Zivilbevölkerung an. Doch einen leichten Sieg sollte es für die Japaner nicht geben, denn die Kommunistische Partei hatte bereits aus ihrem Konflikt Erfahrungen im Widerstandskampf gesammelt und organisierte nun die verarmten und hoffnungslosen Bauern. Es kommt zum Partisanenkrieg in seiner schrecklichsten Form: Partisanen überfallen die schwachen Stellen des Militärs, das Militär reagiert mit Massakern an der Zivilbevölkerung, die unter Generalverdacht steht, das verschafft den Partisanen wiederum erst recht Zulauf. Dieser Teufelskreis schaukelte sich immer weiter hoch, und erst als Japan von der Pazifikseite von den USA besiegt wird und durch die Atombombe zur Kapitulation gezwungen wird, ergeben sich auch die japanischen Armeen in China am 9. September 1945. Auf japanischer Seite sind 1,1 Millionen Tote Soldaten zu beklagen, die chinesische Armee verlor 3 Millionen Soldaten. Doch in keinem Verhältnis dazu steht die Zahl der ermordeten chinesischen Zivilisten, die Zahl der Toten kann nur geschätzt werden, nach einigen Quellen liegt sie bei 17 Millionen.
Weitere Kriegsverbrechen der Japaner sind bis heute eine schwere Hypothek für die Japanisch-Chinesischen Beziehungen: Frauen aus den eroberten Gebieten wurden als Prostituierte, sogenannte Trostfrauen für Soldatenbordelle zwangsrekrutiert.
In der Mandschurei baut der Militärarzt Ishii Shirō mit der Einheit 731 Forschungsstationen für biologische Waffen auf, in denen Kriegsgefangene und chinesische Zivilisten als Versuchstiere gehalten und bei menschenunwürdigen Versuchen „im Namen der Wissenschaft“ getötet werden. Doch dabei bleibt es nicht: Erreger wie die Pest werden auf chinesische Dörfer und Städte losgelassen und töten Tausende.
Alle Kriegsverbrechen wurden nach dem Krieg totgeschwiegen. Die führenden Ärzte der Einheit 731 schaffen es sogar, im Austausch gegen ihre Forschungsergebnisse bei den Tokioter Prozessen straffrei auszugehen. Erst in den 90er Jahren gelingt es durch Forschungen und Publikationen von Menschenrechtsgruppen, einen Teil der japanischen Kriegsverbrechen öffentlich zu machen und der japanischen Regierung Konzessionen abzutrotzen. (siehe dazu auch den Abschnitt 90er Jahre weiter unten)

### 1950er Jahre: Koreakrieg, inoffizielle Kontakte und Feindseligkeiten
Im September 1945 musste Japan kapitulieren, seine Armee wurde aufgelöst und ein Ende des Militarismus in der von den USA diktierten Verfassung festgeschrieben. In China zerbrach die gegen Japan gerichtete Zweite Einheitsfront, der chinesische Bürgerkrieg endete 1949 mit dem Sieg der Kommunisten über die Kuomintang, die sich nach Taiwan zurückzieht. Die japanische Kapitulation führte jedoch auch dazu, dass sich am Ende des Zweiten Weltkrieges Millionen japanischer Soldaten in China befanden, die mit amerikanischer Hilfe nach Japan zurückgeführt werden mussten. Drei Millionen Japaner befanden sich in chinesischer Gefangenschaft, dazu kam eine hohe Zahl von japanischen Soldaten, die von der sowjetischen Roten Armee in der Mandschurei festgehalten wurden. Fast 1000 als Kriegsverbrecher eingestufte Soldaten wurden von der Sowjetunion an China überstellt. Nicht alle japanischen Soldaten wurden demobilisiert, nach der Kapitulation Japans kämpften Japaner in Yan Xishans Nordarmee gegen die Volksbefreiungsarmee, es gab Japaner, die auf Seiten der Kuomintang kämpften, weitere Kontingente bekämpften die Volksbefreiungsarmee und weigerten sich, sich jemandem anders zu ergeben als den Regierungstruppen. Es gab hingegen auch Japaner, die sich den kommunistischen Truppen angeschlossen hatten.
China fürchtete ein Erstarken des japanischen Militarismus mit US-amerikanischer Hilfe, wenngleich Premier Yoshida Shigeru eine Wiederaufrüstung ablehnte. Aus diesem Grund strebte die neue Regierung ein von der US-Politik unabhängiges Japan an und versuchte parallel dazu, die Regierung auf Taiwan zu isolieren. Diese als USA bekämpfen, Japan unterstützen zusammengefasste Politik ging einher mit chinesisch-sowjetischen Versuchen, einen kommunistischen Umsturz in Japan herbeizuführen. Japan wurde andererseits von den USA dazu angehalten, mit kommunistischen Staaten nicht zu verhandeln oder Handel zu treiben, dies galt speziell während des Koreakrieges. Der Chinesisch-Sowjetische Vertrag über Freundschaft, Allianz und Gegenseitige Unterstützung enthielt die Klausel, dass beide Seiten einander im Falle eines Angriffs durch „Japan oder eines anderen, mit ihm alliierten Staates“ beistehen würden.
Japan war seinerseits nach Ausrufung der Volksrepublik daran interessiert, eine Liste aller noch in China festgehaltenen Japaner zu erhalten und diese so schnell wie möglich nach Japan zurückzuholen. China verhandelte dieses Anliegen der Japaner nur auf inoffiziellem Weg und verwies darauf, dass keine diplomatischen Beziehungen bestanden. Dies hatte für China den Vorteil, dass sich der Staat nicht an das Verhandlungsergebnis gebunden sehen musste; häufig wurde das Verhandlungsresultat nicht einmal zu Papier gebracht. Im Januar 1953 trafen Delegationen des chinesischen und des japanischen Roten Kreuzes zusammen, um über die Rückführung von Kriegsgefangenen aus China nach Japan zu verhandeln. Der spätere Japan-Experte der kommunistischen Partei Liao Chengzhi wurde an Stelle der angeblich erkrankten Vorsitzenden des chinesischen Roten Kreuzes Li Dequan als Delegationsleiter benannt. China nutzte diese Verhandlungen, mit einem viel größeren Spektrum der japanischen Gesellschaft ins Gespräch zu kommen als bis dahin möglich war, auch mit der antikommunistischen Liberaldemokratischen Partei konnte die KP dadurch Kontakt aufnehmen. Am 7. März 1953 wurde ein Kommuniqué unterzeichnet, das 26.000 Japanern die Rückkehr nach Hause ermöglichte. Am 30. Oktober 1953 verkündete die chinesische Rotkreuz-Vorsitzende Li Dequan den Abschluss der Repatriierung dieser Menschen, das China-Bild in der japanischen Gesellschaft besserte in der Folge deutlich. Es wurde jedoch weiterhin eine unbekannte Zahl Japaner gesucht und China weigerte sich, über die Kriegsverbrecher zu verhandeln. Ein zweites Abkommen zur Rückführung japanischer Staatsangehöriger wurde im November 1954 unterschrieben.
China hatte seinerseits ein großes Interesse daran, seine wirtschaftliche Isolation zu überwinden. Liao Chengzhi hatte seine Teilnahme an internationalen Konferenzen auch dazu verwendet, sich mit den jeweiligen japanischen Delegationen auszutauschen. Er konnte so auf nichtstaatlicher Ebene mit gleichgesinnten Japanern Kontakte knüpfen, was den Beginn der sogenannten „Volksdiplomatie“ darstellte. Am 1. Juni 1952 kam es zum Abschluss eines inoffiziellen Handelsabkommens zwischen Japan und China, an dessen Zustandekommen Liao maßgeblich beteiligt gewesen sein dürfte. Dieses Abkommen führte aber – nicht zuletzt aufgrund seiner Missbilligung durch die japanische Regierung – zu keinem bedeutenden Anstieg des Handelsvolumens. Am 29. Oktober 1953 unterschrieben die Parteien ein zweites privates Handelsabkommen, das in den wirtschaftlichen Beziehungen zum Durchbruch führte. Im Mai 1955 wurde ein drittes Abkommen geschlossen. Der von China vorgeschlagene Ansatz, Wirtschaft und Politik zu trennen, zeigte Früchte; gleichzeitig bestand China jedoch auf Tauschhandel, was zu einer sehr langsamen Entwicklung der wirtschaftlichen Beziehungen beitrug.
Im zweiten Halbjahr 1955 verlangte die Volksrepublik China plötzlich von Japan mehr Entgegenkommen, um japanische Anliegen zu lösen. Mao Zedong hatte direkt und offen die Aufnahme formeller diplomatischer Beziehungen – und damit die Isolierung Taiwans – als Bedingung gestellt, um über die Freilassung der verbliebenen 1069 als Kriegsverbrecher festgehaltenen japanischen Bürger zu verhandeln. Ein Austausch zwischen den Generalkonsuln in Genf zum Thema der Kriegsverbrecher, aber auch über 40.000 weitere Japaner, über die keinerlei Informationen vorlagen, verlief im Sand. Der Grund für die verhärtete Verhandlungsposition Chinas dürfte vor allem darin zu suchen sein, dass China sich selbst mit den USA in Verhandlungen über die Freilassung von Kriegsgefangenen aus dem Koreakrieg befand und seine Verhandlungsposition nicht schwächen wollte. Gleichzeitig sandte China jedoch widersprüchliche Signale bezüglich weiterer Handelsbeziehungen.
Zahlreiche Delegationen des japanischen Parlamentes, der Kommunistischen Partei Japans sowie des japanischen Rates für die Wiederaufnahme von Beziehungen mit der Sowjetunion und China besuchen Peking, eine Minderung der Spannungen kam jedoch nicht zu Stande. Verhandlungen über ein neues Handelsabkommen zogen sich über fast zwei Jahre in die Länge. Japan wurde es jedoch gestattet, eine Handelsmesse in Peking zu veranstalten und die beiderseitigen Besuche nahmen zu. Am 24. Juni 1956 unterzeichneten die Rotkreuz-Organisationen der beiden Staaten ein letztes Abkommen und es wurden weitere 335 Kriegsverbrecher freigelassen. China steuerte sein Werben in der japanischen Gesellschaft nun vermehrt über die Sozialistische Partei Japans und liberale Politiker der Liberaldemokratische Partei, während es pro-taiwanesische oder pro-amerikanische Politiker angriff. Die führende Rolle bei diesen Operationen fiel Liao Chengzhi zu. Im Sommer 1956 besuchte eine Delegation früherer japanischer Militärangehöriger um Endo Saburo Peking, was aufgrund peking-kritischer Äußerungen einiger Delegationsteilnehmer zum Eklat führte.
Im Jahre 1956 leitete Nikita Sergejewitsch Chruschtschow mit seiner Geheimrede die Entstalinisierung ein, in deren Resultat die Sowjetunion und Japan diplomatische Beziehungen aufnahmen. Die Volksrepublik versuchte als Reaktion darauf, mit Ländern der Dritten Welt an der Sowjetunion vorbei bessere Beziehungen zu knüpfen. Mao Zedong nahm die politische Schwächung Chruschtschows zum Anlass, seinen eigenen Weg im Aufbau des Sozialismus zu finden. Im Zuge der Hundert-Blumen-Bewegung und der darauf folgenden Repressionen wurde auch die chinesische Außenpolitik härter, China stärkte seine Kontakte zur linksgerichteten Opposition in Japan und griff Premierminister Kishi Nobusuke heftig an. Gespräche zu verschiedenen Themen blieben ohne Ergebnis.
Im Jahre 1958 wollte China unabhängig von sowjetischer Hilfe den schnellen Aufbau des Sozialismus vorantreiben und lancierte den Großen Sprung nach vorn. Die Notwendigkeit von Handel und Zusammenarbeit mit anderen Staaten wurde abgestritten. Ein viertes Handelsabkommen, das 1958 fertig verhandelt war, wurde von der japanischen Regierung nur unter Bedingungen ratifiziert. China protestierte dagegen und nahm dies und den Flaggenvorfall von Nagasaki zum Anlass, die Gespräche abzubrechen und die japanische Regierung verbal vehement anzugreifen. China versuchte nun, den Handel mit anderen Staaten anzukurbeln und rief die Überseechinesen zu einem Boykott japanischer Produkte auf. Die Politik, bessere Beziehungen zu Staaten der Dritten Welt aufzubauen, entstammte auch dem Wunsch, Japan von Rohstoffquellen abzuschneiden.
Der Kontakt zwischen Japan und China war in der Zeit unmittelbar nach dem Nagasaki-Zwischenfall nur minimal. China teilte im Juli 1958 einer Delegation der JSP unter Miyazaki Seimin mit, dass Japan für die Wiederaufnahme von Gesprächen drei politische Prinzipien erfüllen müsse:
- Die japanische Regierung solle gegenüber China keine Feindseligkeiten zeigen
- Japan solle die Bemühungen, normale Beziehungen zwischen beiden Ländern herzustellen nicht behindern
- Japan solle an keiner Verschwörung teilhaben, die zu einer Bildung von „zwei China“ (Republik China in Taiwan und Volksrepublik) führt.[11]

Im ersten Halbjahr 1959 wurde der Handel mit japanischen Firmen, die die politischen Bedingungen akzeptierten, wieder aufgenommen. LDP-nahe Firmen wurden vom Handel ausgeschlossen. Die Führungen von JSP und JKP wurden im Februar 1959 überredet, mit der Volksrepublik China eine Einheitsfront gegen die japanische Regierung zu bilden. Gleichzeitig bestand Peking darauf, über eine Verbesserung der Beziehungen nur mit der Regierung zu sprechen und lehnte „Volksdiplomatie“ ab. Nach den Wahlen in Japan vom 2. Juni 1959 kontaktierte Premierminister Ishibashi Tanzan Zhou Enlai, um einen Ausweg aus der Sackgasse zu suchen. Vor dem Hintergrund sich verschlechternder Beziehungen v. a. zu Indien und Indonesien, des sich anbahnenden chinesisch-sowjetischen Zerwürfnisses und der Verbesserung der Beziehungen zwischen der Sowjetunion und den USA machten Ishibashi und Liao Chengzhi erste Schritte in Richtung Normalisierung. Japan entwickelte gleichzeitig eigene Prinzipien, worunter die Nicht-Anerkennung der Volksrepublik und das Primat enger Beziehungen zu den USA waren. Peking lehnte den japanischen Vorschlag, zwischen Peking und Washington zu vermitteln, jedoch ab: In einem Kommuniqué vom 20. September 1959 kritisierte Peking den amerikanischen Einfluss auf Japan und die sowjetischen Versuche, die Spannungen mit den USA abzubauen. Die eigenen drei Prinzipien wurden von Peking stillschweigend aufgegeben, es musste auch akzeptieren, dass Japan mit den USA über ein Sicherheitsabkommen verhandelte.

### 1960er Jahre: Wiederaufnahme des Handels
Erst nach dem Bruch Pekings mit Moskau und der daraus folgenden internationalen Isolierung Chinas entsteht wieder eine Notwendigkeit, die Kontakte nach Japan wieder zu verbessern.
In den späten sechziger Jahren nahm die Volksrepublik China ihren Handel mit Japan wieder auf. Peking stellte allerdings die Bedingung, dass der Handel nur auf zwischenstaatlicher Basis stattzufinden habe und dass privater Handel von der japanischen Regierung indirekt zu genehmigen sei. Nur japanischen Unternehmen, die den drei Prinzipien von 1958 zustimmten, wurde die Teilnahme am Handel erlaubt.
Im November 1962 wurde in Peking ein fünfjähriges (1963–1967) Handelsabkommen abgeschlossen, das nach den Unterzeichnern Liao Chengzhi und Takasaki Tatsunosuke auch Liao-Takasaki-Memorandum genannt wird. Die chinesisch-japanischen Beziehungen waren damit in einen halb-offiziellen Status erhoben, allerdings immer noch weit von regulären diplomatischen Beziehungen entfernt. China hatte mit dem Scheitern des Großen Sprung nach vorn festgestellt, dass ein Aufbau der Schwerindustrie ganz aus eigener Kraft nicht zu schaffen war. Daher sollte japanische Produktionstechnologie erworben werden. Die Geschäfte sollten mit mittelfristigen Krediten der Japanischen Export-Import Bank (nihon yushutsunyū ginko 日本輸出入銀行) gegenfinanziert werden. Weiterhin erhielt die VR China das Recht, in Tōkyō eine Handelsmission zu eröffnen. Im Rahmen des Abkommens wurde, gestützt durch Garantien der Bank, eine Fabrik für synthetische Textilien im Wert von rund 20 Mio. USD an die VR geliefert. Doch Proteste aus der Republik China auf Taiwan brachten die Regierung in Tōkyō von weiteren Fabrik-Exportplänen ab. Die chinesische Regierung reagierte damit, den Handel zurückzufahren und verstärkte ihre Propaganda, Japan als Lakai der USA hinzustellen.
Der Ausbruch der Kulturrevolution 1966 sorgte für ein weiteres Zusammenbrechen des Japanisch-Chinesischen Handels, da die bürgerkriegsähnlichen Zustände einen weiteren Aufbau der chinesischen Wirtschaft verhindern. Dagegen war Japan durch seine wachsende Wirtschaftskraft und Verflechtung im internationalen Handelsnetz auch weniger auf China als Partner angewiesen. Die Gründung des ASEAN-Bundes 1967 durch Thailand, Indonesien, Malaysia, den Philippinen und Singapur und der folgende Aufbau der Wirtschaft in diesen Ländern verschaffte Japan nicht nur Rohstoffquellen, sondern auch einen Absatzmarkt. Im Gegensatz zur VR China begegneten die ASEAN-Länder, obwohl sämtlich ehemalige Japanische Kolonien, Japan ohne ideologische Konflikte. Im Gegenteil, alle Regierungschefs dieser Länder waren bestrebt, sowjet-kommunistische oder maoistische Bewegungen in ihren Ländern kleinzuhalten und suchten daher den Kontakt nach Japan und zum Westen insgesamt.
Der Vietnam-Krieg spielte eine weitere Rolle. Die amerikanischen Truppen in Asien mussten am Mekong zusammengezogen werden, und Japan blieb nichts anderes übrig, als die eigenen Selbstverteidigungsstreitkräfte weiter aufzubauen, um den eigenen Schutz zu gewährleisten. Von der chinesischen Seite wurde diese Entwicklung sehr genau beobachtet, da man hier immer noch ein Wiedererstarken des japanischen Militarismus fürchtete. Die USA galten jedoch als größere Bedrohung für China, und ab Mitte der Sechziger eine noch größere: die Sowjetunion. Die Rangeleien zwischen den beiden Hauptmächten im Ostblock hatten sich mittlerweile so verschärft, dass es 1969 zu einem bewaffneten Zwischenfall am Ussuri kommt.

### 1970er Jahre: Freundschaftsvertrag und Aufnahme diplomatischer Beziehungen
Die von Albanien, Indien und einigen gerade dekolonialisierten Staaten Afrikas betriebene Aufnahme der VR China in die Vereinten Nationen 1971, mit dem gleichzeitigen Rausschmiss Taiwans, lief noch gegen die Interessen Japans unter Premierminister Satō Eisaku. Die Guomindang-Regierung in Taipei war ein wichtiger Wirtschaftspartner geworden.
Auf die Ping-Pong-Diplomatie genannte Annäherungspolitik der USA unter Richard Nixon im Februar 1972 reagierte Japan nach außen hin „geschockt“. In der LDP gab es sowohl Fraktionen, die weiterhin für ein Bündnis mit Taipei waren, als auch Befürworter einer Annäherung an Peking. Die Opposition war ähnlich gespalten. Die Verhandlungen zwischen VR China und USA, nach dem chinesisch-sowjetischen Zerwürfnis ursprünglich als Bündnis gegen Moskau gerichtet, lieferte nun der japanischen Regierung unter Satōs Nachfolger, Premierminister Tanaka Kakuei, einen gewissen Spielraum, selbst die Initiative zu ergreifen und die Annäherung an die VR China zu suchen.
Dieser Spielraum erlaubte es Premierminister Tanaka im September desselben Jahres, in offizieller Funktion nach Peking zu reisen. In einer gemeinsamen Erklärung beendeten er und der Vorsitzende Mao Zedong die nahezu achtzigjährige Feindschaft beider Staaten. Japan erkannte die KP-Regierung nach ihrer Ein-China-Politik als einzig legale chinesische Regierung an, was automatisch ein Ende der offiziellen diplomatischen Beziehungen zu Taiwan bedeutete. Im Gegenzug verzichtete China auf Reparationsforderungen aus dem Zweiten Weltkrieg, aus dem China als Siegermacht hervorgegangen war. In der Mitte der fünfziger Jahre betrugen diese Forderungen noch rund 50 Mrd. US-Dollar. Am 29. Dezember 1972 wurden offizielle diplomatische Beziehungen aufgenommen. Weitere Verhandlungen über einen Friedens- und Freundschaftsvertrag sowie Abkommen über Handel, Seefahrt, Luftverkehr und Fischfang wurden vereinbart. Im Januar 1974 wurde dann ein Abkommen über zivile Luftfahrt, Schiffsverkehr, Fischerei und Warenzeichen unterzeichnet. Weitere Verhandlungen über Vereinbarungen zu technischer Kooperation, Kulturaustausch und Konsularangelegenheiten wurden ebenfalls unternommen.
Die Verhandlungen für einen Chinesisch-Japanischen Friedens- und Freundschaftsvertrag begannen im Jahr 1974, eine chinesische Forderung stellte die japanische Regierung allerdings vor diplomatische Probleme: wegen Chinesisch-Sowjetischen Streitigkeiten kam von der Seite Pekings die Forderung, eine Anti-Hegemonie-Klausel gegen die Sowjetunion in den Vertrag aufzunehmen. Japan war jedoch daran interessiert, in dieser Frage neutral zu bleiben. Die sowjetische Seite betonte, dass ein solcher Vertrag die japanisch-sowjetischen Beziehungen belasten würde. Ein Kompromiss konnte nicht gefunden werden, und so wurden die Gespräche im September 1975 abgebrochen.
Der Tod von Mao Zedong im Jahr 1976 brachte jedoch wieder Bewegung in die Sache. Die Vier Modernisierungen unter Premierminister Zhou Enlai, die ab 1978 umgesetzt wurden, stellten Japan gewinnbringende Geschäfte in Sonderwirtschaftszonen in Aussicht. Aber auch die öffentliche Meinung in Japan hatte sich gedreht, man war in Japan nun eher bereit, sich auf die Seite Chinas zu stellen, und die Forderungen nach einer Antihegemonie-Klausel in Richtung Sowjetunion stellten kein Hindernis mehr dar. Im Februar 1978 wurde ein langfristiges Abkommen über den privaten Handel geschlossen, Japan bekam dringend benötigte Rohstoffe wie Kohle und Rohöl, und lieferte im Gegenzug Kraftwerke und Ausrüstung, Technologie, Baumaterialien und Maschinen.
Gleichzeitig wurden Friedensverhandlungen begonnen, die jedoch kurzfristig durch einen Zwischenfall bei den umstrittenen, zwischen Taiwan und Okinawa gelegenen Senkaku-Inseln (chin. Diaoyutai) belastet wurden. Bewaffnete chinesische Fischerboote waren in die umliegenden Gewässer eingedrungen, beide Seiten bewahrten jedoch einen kühlen Kopf und die Angelegenheit wurde geregelt. Im Juli wurden die Friedensverhandlungen wieder aufgenommen. Nachdem auch eine Einigung in der Antihegemonie-Frage erzielt wurde, konnte der Friedensvertrag zwischen Japan und der Volksrepublik China am 12. August 1978 unterzeichnet werden. Das Abkommen trat am 23. Oktober 1978 in Kraft.

### 1980er Jahre: Entwicklung komplementärer Interessen
Die innenpolitischen Probleme und die Unberechenbarkeit der Reformen machten die Volksrepublik für China zu einem schwierigen Partner. In den 80er Jahren gab es aber deutliche Fortschritte auf dem Gebiet des Handels und der Wirtschaftskooperation.
Politische Frage blieben aber ungeklärt. Das wachsende chinesische Selbstbewusstsein führte im Jahr 1982 das erste Mal zu einem Schulbuchstreit, es wurde kritisiert, dass Geschichtsbücher die Kriegsverbrechen der japanischen Truppen im Zweiten Chinesisch-Japanischen Krieg verharmlosten. Von japanischen Politikern wurde auch eine offizielle Entschuldigung für die damaligen Vorkommnisse angemahnt.
Derweil stärkten der japanische Premierminister Nakasone Yasuhiro (82–87) und US-Präsident Ronald Reagan (81–89), die beide als „Falken“ eingestuft werden können, das japanisch-amerikanische Verhältnis in Abwehr gegen den Kommunismus. Beim Raketenabwehrsystem SDI wurde eine Zusammenarbeit vereinbart. Die Beziehungen Chinas zu beiden Nationen wurden dadurch allerdings nur kurz belastet, denn China galt immer noch als Gegengewicht zur Sowjetunion. Japans wirtschaftliches Engagement diente auch politischen Zielen: China sollte in Richtung Westen geöffnet werden, und enge Wirtschaftsbeziehungen waren die Versicherung gegen ein Zurückschwenken Pekings in Richtung Moskau und die mögliche Rückkehr zur außenpolitischen Provokation wie dem Zwischenfall bei den Senkaku-Inseln.
Chinas Interessen lagen vor allem darin, nicht unter der Breschnew-Doktrin von Moskau zu einem Satellitenstaat reduziert zu werden. Die Rivalitäten zwischen den beiden Vormächten im Ostblock wurden in der Außenpolitik gegenüber Dritten ausgetragen, in dem beide Staaten in unterschiedliche kommunistische Bewegungen in Afrika und im Nahen Osten unterstützten. 1979 verschärfte sich der Konflikt, als die moskautreue Vietnamesische Volksrepublik in Kambodscha einmarschiert und das pekingtreue Pol-Pot-Regime stürzt. China startet eine Strafexpedition nach Vietnam (Chinesisch-Vietnamesischer Krieg), muss sich aber gegen den kleinen, gebeutelten Nachbarn im Süden geschlagen geben. Nach dem Einmarsch der Sowjetunion in Afghanistan 1979 stehen sowjetische Truppen an der gesamten Nordgrenze Chinas (auch die Mongolei ist moskautreu). Zudem erhöhte Moskau die Anzahl der stationierten SS-20 Raketen und Tu-22M Bomber, vergrößerte die Pazifikflotte und die Anzahl raketenbestückter U-Boote.
Auch für Japan erhöhten sich die Sicherheitsbedenken gegenüber der Sowjetunion. Durch die Aufrüstung der USA setzte sich eine neue Rüstungsspirale in Gang, der Tonfall Moskaus gegenüber Japan wurde schärfer. Die Präsenz der sowjetischen Truppen in Vietnam und in Afghanistan stellte eine mögliche Bedrohung der Ölversorgungsrouten vom Nahen Osten nach Japan dar. Es gab also Gemeinsamkeiten in den Sicherheitsinteressen Japans und Chinas.
Diplomatisch wurde die neue Nähe untermauert, als der Generalsekretär der KP Chinas, Hu Yaobang, Japan im November 1983 besuchte, und Nakasone stattete China im Jahr 1984 einen Gegenbesuch ab. Beide, Japan und China, zielten nun darauf, die Sowjetunion jenseits des Ostblocks außenpolitisch zu isolieren. Sie unterstützten die Versuche der ASEAN-Staaten, Vietnam zu einem Rückzug aus Kambodscha zu bewegen. Japan fror die Entwicklungshilfe für Vietnam ein und half stattdessen Thailand bei der Versorgung der Kriegsflüchtlinge. China unterstützte neben Thailand auch die kambodschanischen Widerstandsgruppen. Außerdem organisierten beide die Verurteilung der sowjetischen Invasion in Afghanistan und lehnten es ab, die durch die UdSSR eingesetzte Regierung in Kabul anzuerkennen. Stattdessen wurde Pakistan unterstützt. Japan als Unterstützer Südkoreas und China als Unterstützer Nordkoreas standen ebenfalls hinter dem Versuch, die Spannungen zwischen den beiden Staaten abzubauen.
Auch der Handel zwischen den beiden Nationen florierte nun und wuchs von etwa einer Mrd. US-Dollar Anfang der 70er Jahre auf rund acht Mrd. Dollar im Jahr 1982. Japan wurde zum größten Außenhandelspartner Chinas, mit einem Anteil von 20 %. Japan war allerdings zu diesem Zeitpunkt wesentlich besser in den Welthandel integriert, so dass umgekehrt der Chinahandel in Japan nur einen Anteil von 3 % hatte. China bezog Anfang der 80er Jahre auch rund die Hälfte der Auslandskredite aus Japan. Immer noch bezog Japan vor allem Rohstoffe aus China (vor allem Kohle, Öl, Wolfram und Chrom), während Japan in erster Linie Erzeugnisse der Schwerindustrie lieferte (Stahl, Anlagen und Maschinen, chemische Produkte, synthetische Textilfasern). Die nötige industrielle Infrastruktur, um sich mit diesen Produkten selbst zu versorgen, sollte China erst in den folgenden Jahren aufbauen. Japans Unternehmen konzentrierten sich derweil darauf, Geschäfte beim Aufbau der chinesischen Infrastruktur zu machen, und so wurden auch Hilfsgelder gezielt in diese Bereiche gelenkt. Auch mussten einige chinesische Rohstoffquellen erst erschlossen werden, wenn man diese Rohstoffe dann importieren wollte. Ein drängendes wirtschaftliches Problem war dagegen das wachsende Handelsdefizit auf der Seite Chinas.
Im Jahr 1985 kam dann eine erneute politische Krise in den Weg der gut laufenden Geschäfte, als der japanische Premierminister Nakasone den umstrittenen Yasukuni-Schrein besuchte. Im nächsten Jahr flammte der Schulbuchstreit wieder auf. Die KP Chinas, sonst nicht gerade zimperlich im Umgang mit der Opposition, ließ Demonstrationen und Proteste gegen Japan gewähren (eine Praxis, die China noch öfters als diplomatisches Druckmittel einsetzen sollte, zuletzt 2005). Die japanisch-chinesischen Beziehungen erlebten einen weiteren Rückschritt, als im Jahr 1987 der japanfreundliche Hu Yaobang aus dem Amt gedrängt wurde.
Einen neuen Wendepunkt brachte dann der blutige Ausgang der Studentenproteste auf dem Tian-An-Men-Platz im Jahr 1989, der China weltweite negative Medienpräsenz einbrachte. Der Erzfeind Sowjetunion mit dem Mauer-Öffner und Reformer Michail Gorbatschow galt nun als Liebling des Westens. China wurde als Gegenmacht nicht mehr gebraucht, stattdessen durfte sich die Pekinger Führung international immer wieder Menschenrechts-Appelle anhören. China war kurzzeitig wieder isoliert, und versuchte, wenigstens die Beziehungen zu Japan zu retten.

### 1990er Jahre und neues Jahrtausend: Kaiserbesuch, engere Kontakte und neue Verhältnisse
Nach einigen Verhandlungen ließ es Japan beim Zurückziehen einer Rate Entwicklungshilfe als Reaktion, danach herrschte wieder Alltagsbetrieb. Zum Vergleich, die EU hält ihr 1989 erlassenes Waffenembargo gegen China noch immer aufrecht. Ein deutliches Symbol der verbesserten Beziehungen war der Besuch des Tennō Akihito im Oktober 1992. In den neunziger Jahren war das Verhältnis zwischen China und Japan nach langer Zeit nicht von politischen Querelen geprägt, sieht man vom immer noch aktuellen Streit um Diaoyu / Senkaku und die dort vermuteten Erdgasvorkommen ab.
Die Umwälzungen fanden diesmal auf der wirtschaftlichen Seite statt. Japan rutsche nach dem Platzen der bubble economy in eine Krise, in das sogenannte „Verlorene Jahrzehnt“, während China einen konstanten Boom mit Wirtschaftswachstum von mindestens 5 % pro Jahr erlebte. Innerhalb kürzester Zeit hat China zu Japan aufgeholt, wenn nicht gar überholt (in der Statistik nach Kaufkraftparität liegt China mittlerweile vor Japan, beim BIP pro Kopf dagegen noch weit abgeschlagen). China hat sich massiv industrialisiert, und verbraucht seine Rohstoffe mittlerweile zum großen Teil selbst.
Trotzdem machen japanische Unternehmen in China weiterhin Gewinn: viele sind über Joint-Ventures an chinesischen Unternehmen beteiligt und profitieren so von den niedrigen chinesischen Löhnen und fehlenden Arbeitnehmerrechten.
Chinesische Unternehmen wie Haier, Lenovo oder TCM sind aber mittlerweile zu ausgewachsenen Konkurrenten herangewachsen.
Außerdem nutzen japanische Unternehmen den wachsenden chinesischen Markt, wobei sich der Schwerpunkt längst von der Schwerindustrie auf den Konsumentenmarkt verschoben hat: Autos, Unterhaltungselektronik, Kosmetikprodukte, Luxuswaren...
Japanische Serien, Filme und Musik üben neben ihren westlichen Pendants einen Einfluss auf die neue chinesische Popkultur aus. Der chinesische Schwarzmarkt für kopierte Silberscheiben hat hier für eine sehr spezielle Art des Kulturaustauschs gesorgt. Nur die massenhafte Verbreitung japanischer Pornofilme hat neben einem Aufbrechen konservativer chinesischer Ansichten auch ein verzerrtes Bild des Nachbarn hinterlassen.
Umgekehrt interessiert man sich in Japan kulturell nicht mehr nur dafür, was in den USA oder in Europa passiert, man schaut auch wieder mehr auf die asiatischen Nachbarn.

### Seit 2010
2010 stoppte China im Kontext des Streits um die Senkaku-Inseln zeitweise den Export von seltenen Erden nach Japan.
Im Dezember 2013 besuchte mit Shinzō Abe nach sieben Jahren erstmals wieder ein japanischer Premierminister den Yasukuni-Schrein, einschließlich des Chinreisha, was Proteste in China und Südkorea auslöste.
Ende des Jahres 2022 verabschiedete Japan eine „neue nationale Sicherheitsstrategie“, in der sie die Volksrepublik China erstmals als „beispiellose und größte strategische Herausforderung“ einstuft und beschließt das Verteidigungsbudget von ein auf zwei Prozent des Bruttoinlandsproduktes anzuheben. In der neuen Verteidigungsstrategie beschließt Japan auch, den Grundsatz aufzugeben, über keine Offensivwaffen zu verfügen, die China oder Nordkorea erreichen können.

## Gegenwärtige Interessenlage

### Japan
Die japanische Seite ist vor allem daran interessiert, die wirtschaftlichen Beziehungen weiter zu verbessern. Sie setzt auf weitere Reformen durch die chinesische Regierung, die China weiter zu einer modernen Industrienation machen sollen. Insbesondere sollen durch eine Reihe von Maßnahmen die Investitionsbedingungen der japanischen Unternehmen in China weiter verbessert werden:
- Verbesserung der Infrastruktur
- transparentere Gesetzgebung
- besseren Schutz von Urheberrechten und Patenten
- Durchsetzung einer besseren Zahlungsmoral
- die Stabilisierung des Bankensektors und einen freien Kapitalmarkt
- die Öffnung weiterer Märkte, etwa im Versicherungsbereich.

Die belastende Vergangenheit möchte Japan dagegen mit dem Hinweis auf umfangreiche Hilfszahlungen in der Nachkriegszeit auf sich beruhen lassen. Kritisch beobachtet wird die Aufrüstung des chinesischen Militärs, die durch den Wirtschaftsaufschwung möglich wurde. Das Machtgleichgewicht in Asien verschiebt sich zunehmend Richtung China.

### China
Die chinesische Führung setzt dagegen stark auf die Symbolwirkung der Politik. Die Abneigungen der Bevölkerung gegen Japan, vor allem auf Grund der japanischen Kriegsverbrechen, hat die Kommunistische Partei immer wieder genutzt, um damit innenpolitische Kritik zu übertönen. Die wiederkehrende Kritik an Japans Umgang mit der Vergangenheit ist auch vor diesem Hintergrund zu lesen.
Während schlechte Beziehungen zu Japan daher innenpolitisch gewollt sein können, ist China dagegen wirtschaftlich auf gute Beziehungen angewiesen. Japan ist nicht nur der größte Handelspartner, es ist auch der Hauptgeber von Entwicklungshilfe und der größte Investor und Technologielieferant. Dieses Doppelspiel macht das Verhalten der chinesischen Seite bisweilen schwer berechenbar.
Die Drohkulisse, die Peking hin- und wieder aufbaut, zielt in erster Linie darauf, Japan von weiterem Engagement in Taiwan abzuhalten. Diese Strategie kann jedoch auch gegen China zurückschlagen, wenn das momentane Wohlwollen vieler Politik- und Wirtschaftsführer in Angst vor chinesischer Dominanz umschlägt.

### Partnerschaft
Beide Länder brauchen einander, um die drängenden Fragen in Ostasien zu klären: Gemeinsame Arbeit im Umweltschutz, gemeinsames Vorgehen bei der Schaffung eines einheitlichen Wirtschaftsraums, und Zusammenarbeit in der Nordkorea-Frage.

### Hu Jintaos Staatsbesuch in Japan im Mai 2008: „Warmer Frühling, ewiger Frieden“?
Vom 6. bis zum 10. Mai 2008 stattete der chinesische Staatspräsident Hu Jintao Japan einen weithin mit Spannung erwarteten und langfristig vorbereiteten Besuch ab. Chinesische Staatsmedien feierten Hus Visite überschwänglich als „Reise des warmen Frühlings“. Ursprünglich hatte der Staatsbesuch – der erste eines chinesischen Staatsoberhaupts seit zehn Jahren – bereits zur Kirschblüte Anfang April stattfinden sollen. Berichten zufolge hatte Peking den Gipfel verschoben, weil es wegen pestizidverseuchten Nahrungsmitteln aus China und anderen ungelösten Fragen zu Verstimmungen gekommen war. Nach den profunden Verwerfungen im Verhältnis beider Staaten insbesondere zur Regierungszeit von Junichiro Koizumi sei die „bloße Tatsache, dass dieser Besuch überhaupt stattfindet, ein Fortschritt, er ist das Ergebnis einer Wirklichkeit, die keines der Länder ignorieren kann: Jedes braucht das andere“, urteilte die BBC.
Anlässlich einer Rede an Waseda-Universität in Tokio betonte Hu, China werde nach wie vor unbeirrt den Weg der friedlichen Entwicklung gehen. Hu Jintao bekräftigte zudem erneut, dass China eine defensive Verteidigungspolitik betreibe und kein Wettrüsten betreibe. China stelle daher keine militärische Bedrohung dar und werde auch keine Hegemonie und Expansion anstreben. Hu erklärte, die Geschichte müsse als ein Spiegel betrachtet werden. Man solle in Zukunft den Frieden schätzen und wahren. Die Freundschaft zwischen China und Japan solle generationsübergreifend gepflegt werden. Beide Völker sollten ewigen Frieden genießen, so Hu Jintao.
Hu Jintao und der japanische Ministerpräsident Yasuo Fukuda hatten am 7. Mai 2008 in Tokio die „gemeinsame Erklärung über den umfassenden Ausbau der strategischen Beziehungen zum gegenseitigen Nutzen“ unterzeichnet. Es handelt sich dabei um das vierte politische Dokument zwischen China und Japan. In der Erklärung heißt es, dass beide Seiten darin übereinstimmten, dass die chinesisch-japanischen Beziehungen zu den jeweils wichtigsten bilateralen Beziehungen gehörten. Es sei die einzige Alternative für beide Länder, langfristig eine friedliche und freundschaftliche Zusammenarbeit zu pflegen. Beide Länder würden daher die strategischen Beziehungen zum gegenseitigen Nutzen umfassend ausbauen. Das Ziel einer friedlichen Koexistenz, einer generationenübergreifenden Freundschaft, einer nutzbringenden Kooperation und einer gemeinsamen Entwicklung solle realisiert werden.
Weiter hieß es, beide Länder würden sich als gegenseitige Kooperationspartner betrachten und stellten einander keine Bedrohung dar. Vielmehr wolle man die friedliche Entwicklung der jeweils anderen Seite unterstützen. In diesem Sinne würden Probleme zwischen beiden Ländern durch Konsultationen und Verhandlungen beigelegt werden. Hu Jintao wies darauf hin, die gemeinsame Erklärung zwischen China und Japan werde für die künftige Entwicklung der bilateralen Beziehungen eine wichtige und leitende Rolle spielen. Beide Seiten vermieden es, historische Hypotheken anzusprechen, die in der Vergangenheit die Beziehungen belasteten. Eines der wichtigsten Ergebnisse dürfte eine offenbar weitgehende Annäherung beim langjährigen Disput um die Öl- und Gasfelder im Ostchinesischen Meer sein. Dazu erklärte Premier Fukuda, dass „eine Lösung in Sicht sei“. Beide Seiten betonten, bezüglich „kleinerer Details“ müssten noch Lösungen gefunden werden.
Nachdem der letzte Pandabär Japans, Ling Ling, Ende April verendet war, wurde es als besonders herzliche Geste gewertet, dass Hu Jintao dem Ueno-Zoo Tokios gleich ein Panda-Paar versprach – als Symbol der Freundschaft beider Länder.

### Neuer Pragmatismus: „Tiefgreifender Wandel der japanisch-chinesischen Beziehungen“
„Die japanisch-chinesischen Beziehungen machen einen tiefgreifenden Wandel durch. Diesmal wurde wenig über die zwei Hauptthemen der vergangenen japanisch-chinesischen Gespräche diskutiert, nämlich über die Angelegenheiten, die mit der Geschichte zusammenhängen und über Taiwan“, sagte der China-Experte Ryosei Kokubun, Professor an der Keio-Universität in Tokio. Das Ergebnis des Staatsbesuchs lege nahe, dass sowohl Japan als auch China damit begonnen hätten, sich mehr auf die spezifischen nationalen Interessen anstatt auf „philosophische Angelegenheiten“ zu konzentrieren, so Kokubun. Trotz der Anstrengungen, ihre sich verbessernden Beziehungen herauszustellen, habe das japanisch-chinesischen Verhältnis noch Hürden zu überwinden. Kurzfristig benötige China die Unterstützung Japans für die Olympischen Spiele, sagte Kokubun. Fukuda hatte zugesagt, seine Teilnahme an der Eröffnungsfeier der Olympiade in Peking wohlwollend zu prüfen, es sei jedoch „immer noch zu früh“, eine Entscheidung hierzu zu treffen. Fukuda hatte Hus Entscheidung, einen Dialog mit einer Delegation des Dalai Lama zu führen, begrüßt und drängte die chinesische Führung, internationale Bedenken über die Menschenrechtslage in Tibet zu zerstreuen. Rund 1000 Aktivisten hatten während Hu Jintaos Eintreffen in Tokio für politische und religiöse Freiheit in Tibet demonstriert.
Beide Seiten unterstrichen auch ihr Interesse an einer Fortschreibung des Kyoto-Protokolls zur Eindämmung des Klimawandels. China sicherte in einer gesonderten Erklärung eher unverbindlich zu, „Methoden und Maßnahmen zu untersuchen“, die Treibhausgasemissionen zu reduzieren.
Im Hinblick auf den Taiwan-Konflikt bestätigte die gemeinsame Erklärung lediglich, dass Tokio seine im gemeinsamen Kommunique von 1972 zum Ausdruck gebrachte Position „entschlossen aufrechterhalten“ werde.
Der Ministerpräsident des Staatsrates der Volksrepublik China, Wen Jiabao, hatte Japan zuletzt vom 11. bis 13. April 2007 einen offiziellen Besuch abgestattet. In einer gemeinsamen Presseerklärung hieß es dazu unter anderem:
- Die japanische und chinesische Seite bestätigten, die Prinzipien der „gemeinsamen Erklärung der Regierung von Japan und der Regierung der Volksrepublik China“, des „Friedens- und Freundschaftsvertrags zwischen Japan und der Volksrepublik China“ sowie der „japanisch-chinesischen gemeinsamen Deklaration“ weiter zu wahren.
- Beide Seiten sind entschlossen, die Geschichte offen zu betrachten, sich der Zukunft zuzuwenden sowie gemeinsam eine schöne Zukunft für die bilateralen Beziehungen zu erschließen. Bezüglich der Taiwan-Frage erklärte die japanische Seite, sie werde an der in der „gemeinsamen Erklärung der Regierung von Japan und der Regierung der Volksrepublik China“ verlautbarten Position festhalten.
- Beide Seiten setzen sich auf der Grundlage der gemeinsamen japanisch-chinesischen Presseerklärung, die anlässlich des Besuchs von Premierminister Abe in China im Oktober 2006 herausgegeben wurde, für die Gestaltung „von Beziehungen von gegenseitigem Nutzen auf der Grundlage gemeinsamer strategischer Interessen“ ein […][22]

Ob die diplomatische Wiederannäherung Pekings an Tokio durch diesen und Hu Jintaos Staatsbesuch helfen kann, fortbestehende grundsätzliche Dispute und potentielle Konflikte zu entschärfen, wird abzuwarten bleiben. Ende März 2008 hatte sich der stellvertretende Generalstabschef der chinesischen Volksbefreiungsarmee Ma Xiaotian in Peking mit dem stellvertretenden japanischen Verteidigungsminister Masuba Kohe zu Gesprächen über die Verteidigungssicherheit getroffen. Es war das achte Treffen dieser Art zwischen China und Japan. Hinsichtlich der Taiwan-Frage sowie bei weiteren Verteidigungsfragen erzielten beide Seiten einen Konsens, hieß es in einer Meldung von Radio China International, ohne dass die Details dazu präzisiert wurden. Masuba Kohe habe auch hier bekräftigt, dass die japanische Regierung hinsichtlich dieser Frage konsequent an ihrem Standpunkt festhalte. Die Zusagen, die in der japanisch-chinesischen Erklärung sowie in anderen politischen Dokumenten gemacht worden seien, hätten Bestand, so Kohe weiter.

### Das Verteidigungsprogramm Japans von 2006, Erneuerung des Pakts mit den USA
Vor dem Hintergrund des wachsenden Einflusses und der nicht zuletzt durch eine forcierte Aufrüstung gesteigerten Macht Chinas und des dadurch vermeintlich oder tatsächlich gestörten Gleichgewichts in seiner Region, aber auch angesichts der Bedrohungen durch Nordkorea und den Terrorismus hat sich auch Japan von seiner nach dem Zweiten Weltkrieg lange Zeit weitestgehend festgeschriebenen militärischen Zurückhaltung verabschiedet. Das Verteidigungsprogramm Japans von 2006 nannte China zusammen mit Nordkorea als „vorrangiges Sicherheitsproblem“. Der damalige japanische Außenminister (bis 2007) Taro Aso hatte China seinerzeit noch als eine „beträchtliche Bedrohung“ und als „ein Land, in dem das Militär an erster Stelle steht“ bezeichnet. Solche klaren Stellungnahmen wurden von Beobachtern auch vor dem Hintergrund von mehreren territorialen Streitigkeiten etwa um rohstoffreiche Inseln zwischen Tokio und Peking gesehen – zumindest in dieser Angelegenheit scheint sich nach Hus Staatsbesuch im Mai 2008 eine Lösung abzuzeichnen.
Das ändert jedoch nichts an der engen militärischen Rückversicherung Tokios bei Washington. „Die als ‚historisch‘ bezeichnete neue Übereinkunft zwischen Tokio und Washington schmieden Japaner und Amerikaner nicht nur für den Anti-Terror-Kampf, sondern auch mit Blick auf die Verhältnisse in Asien. Die Herausforderung durch China – sein wirtschaftlicher Aufstieg, seine militärische Aufrüstung, sein anti-demokratisches Regierungssystem – ist besonders komplex“, hieß es in einem Bericht des Deutschlandfunks 2006 zur Erneuerung des japanisch-US-amerikanischen Verteidigungspakts. Hisahiko Okazaki, Experte für Außenpolitik, sprach die Notwendigkeit einer Eindämmung Chinas aus japanischer Perspektive schon damals unumwunden an: „Die wichtigste Frage des 21. Jahrhunderts ist der Aufstieg von China und die Bedrohung durch seine Militärmacht (Volksbefreiungsarmee). Der Frieden in Ostasien wird nur bewahrt, wenn es zu einem Machtgleichgewicht zwischen China auf der einen und der japanisch-amerikanischen Allianz auf der anderen Seite kommt. Ist diese Allianz stark, ist das Gleichgewicht die nächsten zehn, zwanzig Jahre nicht gefährdet. Ist sie schwach, wird es ziemlich bald zusammenbrechen.“

### Der japanisch-chinesische Gipfel Anfang Mai 2008 in Tokio
- Reiji Yoshida: Fukuda, Hu put focus on future – Japan, China bypass history issues, hint at gas-field deal in crucial summit. In: Japan Times, 8. Mai 2008
- Reise des warmen Frühlings – Hu Jintaos Japan-Besuch. Radio China International, Mai 2008 (Sonderthema)